# Koppa (India)
Koppa è una suddivisione dell'India, classificata come town panchayat, di 5.115 abitanti, situata nel distretto di Chickmagalur, nello stato federato del Karnataka. In base al numero di abitanti la città rientra nella classe V (da 5.000 a 9.999 persone).

## Geografia fisica
La città è situata a 13° 33' 02 N e 75° 21' 05 E.

## Società

### Evoluzione demografica
Al censimento del 2001 la popolazione di Koppa assommava a 5.115 persone, delle quali 2.596 maschi e 2.519 femmine. I bambini di età inferiore o uguale ai sei anni assommavano a 501, dei quali 266 maschi e 235 femmine. Infine, coloro che erano in grado di saper almeno leggere e scrivere erano 4.165, dei quali 2.166 maschi e 1.999 femmine.